# 恋する日曜日
『恋する日曜日』（こいするにちようび）は、2003年から2007年までBS-iで放送されたテレビドラマシリーズ。映画版も2005年から2008年にかけて4作制作されている。

## 概要
1話から3話完結のオムニバス恋愛ドラマシリーズで、企画製作はBS-iの丹羽多聞アンドリウプロデューサー。2003年4月6日に放送開始。当初はタイトル通り、日曜日23時～23時30分に放送されていたが、『恋する日曜日 ニュータイプ』以降は土曜日23時～23時30分に放送時間が変更された。主に『ケータイ刑事 銭形シリーズ』の休止期間に放送されていた（その『ケータイ刑事 銭形シリーズ』出演のタレントも多数出演していた）。地上波TBS、毎日放送、中部日本放送、RKB毎日放送では時期遅れで放送され、北海道放送では『恋する日曜日』ファーストシリーズが不定期に放送された。
『恋する日曜日』ファーストシリーズ・セカンドシリーズは毎回80年代J-POPがドラマの内容に合わせてタイトルになり、主題歌として流れる趣向が取り入れられた。BS-i放送時の番組スポンサーがNTTドコモであるためドラマ内に携帯電話が登場する。
『文學の唄 恋する日曜日』は明治・大正・昭和の文学作品を元に脚本が書かれている。
『恋する日曜日 ニュータイプ』はそれまでのシリーズとは趣向が異なり、超能力を持った女子高生を主人公とした1話完結形式の連続ドラマ仕立て、かつコメディタッチの内容となっている。
『恋する日曜日』第3シリーズでは70年代と80年代のアニメソングがモチーフとされ、それらの曲はオープニングや挿入曲にも使用された。
また、映画版として、『さよならみどりちゃん』『恋する日曜日』『恋する日曜日 私。恋した』『ニュータイプ ただ、愛のために』の4作品が製作されている。

## シリーズ一覧

### 恋する日曜日（ファーストシリーズ）
| 放送回 | 初回放送日    | タイトル                                    | 出演者                                                                                   | 監督     | 脚本家     | 主題曲                                               |
| ------ | ------------- | ------------------------------------------- | ---------------------------------------------------------------------------------------- | -------- | ---------- | ---------------------------------------------------- |
| 1      | 2003年4月6日  | ウェディングベル（前編）                    | 吉野さくら：星野真里、白鳥雄一郎：大沢樹生                                               | 若松孝二 | 渡邉睦月   | 『ウエディングベル』シュガー                         |
| 2      | 2003年4月13日 | ウェディングベル（後編）                    | 吉野さくら：星野真里、白鳥雄一郎：大沢樹生                                               | 若松孝二 | 渡邉睦月   | 『ウエディングベル』シュガー                         |
| 3      | 2003年4月20日 | 見つめていたい 〜トワイライトアヴェニュー〜 | 小林雅人：柏原収史、神崎あゆみ：江川有未、松田美咲：佐藤康恵                             | 松田礼人 | 武田百合子 | 『トワイライト・アヴェニュー』スターダスト・レビュー |
| 4      | 2003年4月27日 | もう一度夜を止めて（前編）                  | 宇佐見琴子：篠原ともえ、荻原志信：川崎麻世                                               | 酒井聖博 | 渡邉睦月   | 『もう一度夜を止めて』崎谷健次郎                     |
| 5      | 2003年5月4日  | もう一度夜を止めて（後編）                  | 宇佐見琴子：篠原ともえ、荻原志信：川崎麻世                                               | 酒井聖博 | 渡邉睦月   | 『もう一度夜を止めて』崎谷健次郎                     |
| 6      | 2003年5月11日 | あそびの恋 〜ロング・バージョン             | 上村武史：岡本光太郎、橋本マリ：矢部美穂、田崎桃子：小橋めぐみ                           | 高野英治 | 福田裕子   | 『ロング・バージョン』稲垣潤一                       |
| 7      | 2003年5月18日 | 夢で逢えたら                                | ユキノ：水橋貴己、マコト：宮崎将                                                         | 行定勲   | 渡邉睦月   | 『夢で逢えたら』吉田美奈子                           |
| 8      | 2003年5月25日 | FOR YOU                                     | 小向吾朗：津田寛治、小向優：石田未来                                                     | 鈴木浩介 | 武田百合子 | 『FOR YOU』尾崎亜美                                  |
| 9      | 2003年6月1日  | 空に近い週末                                | 金沢京子：小山田サユリ、滝沢うらら：奥野ミカ                                             | 利重剛   | 福田裕子   | 『空に近い週末』今井美樹                             |
| 10     | 2003年6月8日  | ロンリィザウルス                            | 横山美保：内山理名、タツヤ：北村一輝                                                     | 安藤尋   | 福田裕子   | 『ロンリィザウルス』永井真理子                       |
| 11     | 2003年6月15日 | レイニーブルー                              | 麻生のぞみ：つぐみ、神島譲：山下真司                                                     | 荒井光明 | 福田裕子   | 『レイニーブルー』徳永英明                           |
| 12     | 2003年6月22日 | Flame                                       | 宗田祐介：伊藤高史、綱島和美：持田真樹                                                   | 堀英樹   | 小杉晶子   | 『Flame』SING LIKE TALKING                           |
| 13     | 2003年6月29日 | STILL I'M IN LOVE WITH YOU（前編）          | 阿川千尋：黒谷友香、小野雅哉：青木伸輔、堀内怜：和田聰宏                                 | 高野英治 | 渡邉睦月   | 『STILL I'M IN LOVE WITH YOU』角松敏生               |
| 14     | 2003年7月6日  | STILL I'M IN LOVE WITH YOU（後編）          | 阿川千尋：黒谷友香、小野雅哉：青木伸輔、堀内怜：和田聰宏                                 | 高野英治 | 渡邉睦月   | 『STILL I'M IN LOVE WITH YOU』角松敏生               |
| 15     | 2003年7月13日 | DOWN TOWN                                   | 綾小路姫子：吉川ひなの、田中悠一：大島信一、じい：小倉久寛                               | 荒井光明 | 渡邉睦月   | 『DOWN TOWN』EPO                                     |
| 16     | 2003年7月20日 | 電車                                        | 山本美也子：石田えり、山本千佳子：堀北真希、倉橋亘：武田航平                             | 麻生学   | 武田百合子 | 『電車』岡村孝子                                     |
| 17     | 2003年7月27日 | 終章A面                                     | 田所志穂：坂井真紀、島本宏務：高橋和也                                                   | 鈴木浩介 | 渡邉睦月   | 『終章(エピローグ)』チャゲ&飛鳥                      |
| 18     | 2003年8月3日  | 終章B面                                     | 田所志穂：坂井真紀、島本宏務：高橋和也                                                   | 鈴木浩介 | 渡邉睦月   | 『終章(エピローグ)』チャゲ&飛鳥                      |
| 19     | 2003年8月10日 | ダイアリー                                  | Le Rouge - アスミ：粟田麗、ユウジ：高野八誠 Le Bleu - アスミ：新谷真弓、ユウジ：佐藤二朗 | 加藤章一 | 渡邉睦月   | 『ダイアリー』小林明子                               |
| 20     | 2003年8月17日 | 色彩都市                                    | 柴崎茜：橘実里、窪沢拓巳：大浦龍宇一                                                     | 田沢幸治 | 相内美生   | 『色彩都市』大貫妙子                                 |
| 21     | 2003年8月24日 | 言えずのI Love You                          | 倉田直紀：斉藤慶太、相澤純果：西山繭子                                                   | 加藤章一 | 福田裕子   | 『言えずのI LOVE YOU』KAN                            |
| 22     | 2003年8月31日 | そして僕は、途方に暮れる                    | 柳瀬純一：木村貴史、青山樹里：藤真美穂、小杉英治：伊達建士、武田裕子：大沢舞子           | 松田礼人 | 琴塚七海   | 『そして、僕は途方に暮れる』大沢誉志幸               |
| 23     | 2003年9月7日  | 丘を越えて 〜Maybe Tomorrow                 | 小林チカ：京野ことみ、るみ：遊井亮子、沢田先生：西島秀俊                                 | 古厩智之 | 渡邉睦月   | 『Maybe Tomorrow』レベッカ                           |
| 24     | 2003年9月14日 | ゆらゆら 〜バカンスはいつも雨               | 浜子：尾野真千子、牛島：岡本信人                                                         | 古厩智之 | 渡邉睦月   | 『バカンスはいつも雨』杉真理                         |
| 25     | 2003年9月21日 | 猫                                          | 美穂：前田亜季、葉子：邑野未亜、藤森：藤沢大悟                                           | 安藤尋   | 渡邉睦月   | 『猫になりたい』スピッツ                             |
| 26     | 2003年9月25日 | 渋谷で5時                                   | 佐々木龍市：温水洋一、古谷修司：尾美としのり、柳瀬かおる：奥貫薫                         | 利重剛   | 中谷まゆみ | 『渋谷で5時』鈴木雅之&菊池桃子                       |

- 19話 - 同一シチュエーションによるシリアス-Le Rouge・コメディ-Le Bleuの2本立て
- 23話 - 原作：南Q太「丘を越えて」（『ゆらゆら』祥伝社）
- 24話 - 原作：南Q太「ゆらゆら」（『ゆらゆら』祥伝社）
- 25話 - 原作：南Q太「猫」（『ゆらゆら』祥伝社）

### 恋する日曜日（セカンドシリーズ）
| 放送回 | 初回放送日    | タイトル                    | 出演者 | 監督       | 脚本家     | 主題曲                                                                 |
| ------ | ------------- | --------------------------- | --- | ---------- | ---------- | ---------------------------------------------------------------------- |
| 1      | 2005年4月3日  | 終わらない歌（前編）        | 内田しおり：田畑智子、堂崎由美：岡元夕紀子 青木英司：松尾敏伸                                                                           | 廣木隆一   | 渡辺千穂   | The Blue Hearts『終わらない歌』 （作詞・作曲：真島昌利）               |
| 2      | 2005年4月10日 | 終わらない歌（後編）        | 内田しおり：田畑智子、堂崎由美：岡元夕紀子 青木英司：松尾敏伸                                                                           | 廣木隆一   | 渡辺千穂   | The Blue Hearts『終わらない歌』 （作詞・作曲：真島昌利）               |
| 3      | 2005年4月17日 | すばらしい日々（前編）      | 神田佳代子：板谷由夏、神田亨：戸田昌宏 上野春奈：宮澤美保、目黒絵里：今井祐子 品川竜太：小林高鹿、目黒香苗：松原しゅう 大崎純：太田直人 | 篠原哲雄   | 渡辺千穂   | ユニコーン『すばらしい日々』 （作詞・作曲：奥田民生）                  |
| 4      | 2005年4月24日 | すばらしい日々（後編）      | 神田佳代子：板谷由夏、神田亨：戸田昌宏 上野春奈：宮澤美保、目黒絵里：今井祐子 品川竜太：小林高鹿、目黒香苗：松原しゅう 大崎純：太田直人 | 篠原哲雄   | 渡辺千穂   | ユニコーン『すばらしい日々』 （作詞・作曲：奥田民生）                  |
| 5      | 2005年5月1日  | 魚                          | 大塚なぎさ：黒川芽以、遠藤隼人：古屋暢一                                                                                                | 加藤章一   | いずみ吉紘 | スピッツ『魚』 （作詞・作曲：草野正宗）                                |
| 6      | 2005年5月8日  | 誰より好きなのに            | 沢口良子：小山田サユリ、今井友則：袴田吉彦                                                                                              | 加藤章一   | 中江有里   | 古内東子『誰より好きなのに』 （作詞・作曲：古内東子）                  |
| 7      | 2005年5月15日 | 僕の森                      | 川村ゆき：夏帆、川村友春：矢島健一 | 三原光尋   | 渡辺千穂   | 遊佐未森『僕の森』 （作詞：工藤順子、作曲：遊佐未森）                  |
| 8      | 2005年5月22日 | 僕の部屋から                | 白鳥清美：篠原ともえ、梶原一樹：水橋研二                                                                                                | 井口昇     | 渡辺千穂   | 海援隊『僕の部屋から』 （作詞：武田鉄矢、作曲：千葉和臣）              |
| 9      | 2005年5月29日 | バージン・ロード            | 犬山弥生：星野真里、布袋安紀彦：豊原功補                                                                                                | 中原俊     | いずみ吉紘 | 中村雅俊『バージン・ロード』 （作詞：山川啓介、作曲：円広志）          |
| 10     | 2005年6月5日  | Baby Baby                   | 三浦志摩子：井上晴美、桐生芳宏：古畑勝隆                                                                                                | 高成麻畝子 | 渡辺千穂   | Chara『Baby Baby』 （作詞・作曲：Chara）                               |
| 11     | 2005年6月12日 | テーブルの片すみで          | 門倉菜々子：奥貫薫、田中健一：山中聡 倉持雅人：甲本雅裕、九条綾乃：桂亜沙美                                                             | 倉貫健二郎 | 大河内聡   | 上田正樹『テーブルの片すみで』 （作詞：上田正樹、作曲：小坂潔）        |
| 12     | 2005年6月19日 | アニー                      | 常盤ハル：秋山奈々、穴井ジン：塩澤英真                                                                                                  | 浜弘大     | 坪田塁     | JITTERIN'JINN『アニー』 （作詞・作曲：破矢ジンタ）                     |
| 13     | 2005年6月26日 | 逢えない夜を抱きしめて      | 永井亜矢：吉岡美穂、晴人・健人：鳥羽潤                                                                                                  | 安里麻里   | 渡辺千穂   | Be-B『逢えない夜を抱きしめて』 （作詞・作曲：伊秩弘将）                |
| 14     | 2005年7月3日  | 史上最大の作戦              | 波多野まゆみ：有坂来瞳、鈴木ハルカ：松本英子 山崎太郎：本間剛、市川祐一：西興一朗                                                       | 堀英樹     | 渡辺千穂   | 中山加奈子『史上最大の作戦』 （作詞・作曲：中山加奈子）                |
| 15     | 2005年7月10日 | 卒業                        | 水町亜希子：麗菜、油谷太一郎：笠原秀幸                                                                                                  | 佐々木浩久 | 中山智博   | 岡村孝子『卒業』 （作詞・作曲：岡村孝子）                              |
| 16     | 2005年7月17日 | 夏の記憶                    | 橋本美夏：北乃きい、渡来真治：桐谷健太                                                                                                  | 武藤淳     | 加藤公平   | 松たか子『夏の記憶』 （作詞・作曲：松たか子）                          |
| 17     | 2005年7月24日 | 恋の唄（前編）              | 境由子：小出早織、後藤奈津美：小山田サユリ 牧村圭介：藤沢大悟                                                                           | 中原俊     | 渡辺千穂   | 今井美樹『恋の唄』 （作詞・作曲：布袋寅泰）                            |
| 18     | 2005年7月31日 | 恋の唄（中編）              | 境由子：小出早織、後藤奈津美：小山田サユリ 牧村圭介：藤沢大悟                                                                           | 中原俊     | 渡辺千穂   | 今井美樹『恋の唄』 （作詞・作曲：布袋寅泰）                            |
| 19     | 2005年8月7日  | 恋の唄（後編）              | 境由子：小出早織、後藤奈津美：小山田サユリ 牧村圭介：藤沢大悟                                                                           | 中原俊     | 渡辺千穂   | 今井美樹『恋の唄』 （作詞・作曲：布袋寅泰）                            |
| 20     | 2005年8月14日 | 君が僕を知ってる （第1章）  | 宮本晶：水橋貴己、横森直：若葉竜也 西尾環：芳賀優里亜、塚田楽：佐々木和徳 梶原一樹：水橋研二、町田都：小山田サユリ 横森秀子：石野真子   | 廣木隆一   | いずみ吉紘 | RCサクセション 『君が僕を知っている』 （作詞・作曲：忌野清志郎）       |
| 21     | 2005年8月21日 | 君が僕を知ってる （第2章）  | 宮本晶：水橋貴己、横森直：若葉竜也 西尾環：芳賀優里亜、塚田楽：佐々木和徳 梶原一樹：水橋研二、町田都：小山田サユリ 横森秀子：石野真子   | 廣木隆一   | いずみ吉紘 | RCサクセション 『君が僕を知っている』 （作詞・作曲：忌野清志郎）       |
| 22     | 2005年8月28日 | 君が僕を知ってる （最終章） | 宮本晶：水橋貴己、横森直：若葉竜也 西尾環：芳賀優里亜、塚田楽：佐々木和徳 梶原一樹：水橋研二、町田都：小山田サユリ 横森秀子：石野真子   | 廣木隆一   | いずみ吉紘 | RCサクセション 『君が僕を知っている』 （作詞・作曲：忌野清志郎）       |
| 23 ※   | 2005年9月4日  | 東京タワー                  | 充：越中睦(MAKOTO)、由梨：木内晶子 まどか：小池里奈                                                                                     | 刀根鉄太   | 渡辺千穂   | THE BOOM『東京タワー』 （作詞・作曲：宮沢和史）                        |
| 24 ※   | 2005年9月11日 | 夢                          | 男：河相我聞、女：美保純 | 刀根鉄太   | 中島淳彦   | さだまさし『夢』 （作詞・作曲：さだまさし）                            |
| 25 ※   | 2005年9月18日 | 君への手紙                  | 伊橋まこと：モンキッキー、相良さくら：小林麻耶                                                                                          | 刀根鉄太   | 坪田塁     | GAO『君への手紙』 （作詞・作曲：GAO・階一喜 ・スティーヴ・ジョーダン） |
| 26     | 2005年9月25日 | ハロー・グッバイ            | 女：橘実里、男：緋田康人 女の兄貴・警官：大堀こういち 活弁：山田広野                                                                    | 山田広野   | 坪田塁     | 柏原芳恵『ハロー・グッバイ』 （作詞：喜多條忠、作曲：小泉まさみ）、    |

※印は朗読劇

### 文學の唄 恋する日曜日
| 放送回 | 初回放送日     | タイトル                 | 出演者                                                                             | 監督       | 脚本家     | 原作                                                     |
| ------ | -------------- | ------------------------ | ---------------------------------------------------------------------------------- | ---------- | ---------- | -------------------------------------------------------- |
| 1      | 2005年10月2日  | 蒲団（前編）             | 竹中時雄：佐野史郎、横山芳子：黒木メイサ                                           | 若松孝二   | 加藤公平   | 田山花袋『蒲団』（明治40年）                             |
| 2      | 2005年10月9日  | 蒲団（後編）             | 竹中時雄：佐野史郎、横山芳子：黒木メイサ                                           | 若松孝二   | 加藤公平   | 田山花袋『蒲団』（明治40年）                             |
| 3      | 2005年10月16日 | 接吻を盗む女の話（前編） | 鈴木三枝子：加藤貴子、鈴木大輔：小市慢太郎、林静枝：三輪ひとみ                     | 松田礼人   | 渡辺千穂   | 佐左木俊郎『接吻を盗む女の話』（昭和4年）                |
| 4      | 2005年10月23日 | 接吻を盗む女の話（後編） | 鈴木三枝子：加藤貴子、鈴木大輔：小市慢太郎、林静枝：三輪ひとみ                     | 松田礼人   | 渡辺千穂   | 佐左木俊郎『接吻を盗む女の話』（昭和4年）                |
| 5      | 2005年10月30日 | 水仙月の四日             | 井島かおり：橘実里、青野透：和田聰宏                                               | 竹村謙太郎 | 中江有里   | 宮沢賢治『水仙月の四日』（昭和4年）                      |
| 6      | 2005年11月6日  | 市井事                   | 石田文博：入江雅人、石田花江：森脇英理子、中山桔平：坂本真                         | 吉村剛弘   | 中山智博   | 武田麟太郎『市井事』（昭和7年）                          |
| 7      | 2005年11月13日 | 晩菊                     | 皆川悦子：結城しのぶ、田部守：大倉孝二                                             | 古厩智之   | 中邨武尊   | 林芙美子『晩菊』（昭和23年）                             |
| 8      | 2005年11月20日 | 別れたる妻に送る手紙     | 雪岡京太郎：千葉哲也、大貫ときえ：銀粉蝶                                           | 田沢幸治   | 加藤公平   | 近松秋江『別れたる妻に送る手紙』（大正2年）              |
| 9      | 2005年11月27日 | 夢十夜                   | 女医：粟田麗、第一夜・患者：鈴木浩介、第七夜・患者：林和義、第十夜・患者：佐藤二朗 | 田沢幸治   | 坪田塁     | 夏目漱石『夢十夜』（明治41～43年）                       |
| 10     | 2005年12月4日  | 新居                     | 鈴鹿紋多：吹越満、久松郁子：小山田サユリ、重之井紅子：奥貫薫、鈴鹿さつき：佐藤康恵 | 廣木隆一   | いずみ吉紘 | 丹羽文雄『ひと我を非情の作家と呼ぶ「新居」』（昭和59年） |
| 11     | 2005年12月11日 | 彼女の告白               | 沢田昭夫：利重剛、山崎洋子：中江有里、三船誠一：山中聡                             | 佐々木浩久 | 渡辺千穂   | 丹羽文雄『彼女の告白』（昭和62年）                       |
| 12     | 2005年12月18日 | 女難                     | 伊三岡修蔵：木下ほうか、芳村藤吉：佐藤佐吉、芳村俊子：宝積有香                     | 三原光尋   | 加藤公平   | 国木田独歩『女難』（明治36年）                           |
| 13     | 2005年12月25日 | 老妓抄                   | 平出園子：根岸季衣、柚木：石田卓也                                                 | 若松孝二   | 渡辺千穂   | 岡本かの子『老妓抄』（昭和25年）                         |

### 恋する日曜日 ニュータイプ
- 主演：多々野ユリ：南沢奈央、下良隆三：林隆三、みのる：白木みのる

| 放送回 | 初回放送日     | タイトル            | 準レギュラー                               | ゲスト                                                         | 監督     | 脚本家   |
| ------ | -------------- | ------------------- | ------------------------------------------ | -------------------------------------------------------------- | -------- | -------- |
| 1      | 2006年10月7日  | 超能力者集まれ!     | -                                          | 安藤竜：中原和宏、沢田治幸：矢柴俊博                           | 豊島圭介 | 林誠人   |
| 2      | 2006年10月14日 | 過去を取り戻せ!     | -                                          | 宇田川麗子：目黒真希、権藤清三：久保晶、佐久間一樹：酒井健太郎 | 豊島圭介 | 三宅隆太 |
| 3      | 2006年10月21日 | 幽霊の正体を暴け    | -                                          | 三上亮介：松尾敏伸                                             | 吉川厚志 | 加藤淳也 |
| 4      | 2006年10月28日 | スプーンを曲げろ    | -                                          | エスパー田所：半海一晃、田所新吉：渡邉奏人                     | 武藤淳   | 三宅隆太 |
| 5      | 2006年11月04日 | ばあちゃんを救え    | 中園有紀：田中有紀美                       | 松原美咲：小松愛、松原宣子：星野晶子                           | 吉川厚志 | 林誠人   |
| 6      | 2006年11月11日 | 想いを告白せよ!     | -                                          | 森江加奈子：桐谷美玲、沢村洋平：細田よしひこ                   | 村上賢司 | 加藤淳也 |
| 7      | 2006年11月18日 | 故郷を守れ!（前編） | 内藤怜奈：小山田サユリ                     | 村田武：左右田一平、田辺：樋渡真司                             | 田沢幸治 | 三宅隆太 |
| 8      | 2006年11月25日 | 故郷を守れ!（後編） | 内藤怜奈：小山田サユリ                     | 村田武：左右田一平、田辺：樋渡真司                             | 田沢幸治 | 三宅隆太 |
| 9      | 2006年12月2日  | 未来を変えろ!       | -                                          | 橋口ミキ：いとうあいこ、アヤ：有田斐香                         | 井上雄介 | 林誠人   |
| 10     | 2006年12月9日  | 一人ぼっちの魔女    | 津木野ユリ：大政絢、内藤怜奈：小山田サユリ | 古瀬美樹：葵                                                   | 古厩智之 | 加藤淳也 |
| 11     | 2006年12月16日 | 初恋を成就せよ!     | -                                          | 白川光代：山口いづみ                                           | 鈴木浩介 | 三宅隆太 |
| 12     | 2006年12月23日 | 魔女のクリスマス    | 津木野ユリ：大政絢、内藤怜奈：小山田サユリ | 秋山和之：高橋一生                                             | 木村政和 | 加藤淳也 |
| 13     | 2006年12月30日 | 下良隆三を救え!     | -                                          | 楯野一郎：中丸新将、会田涼子：星ようこ                         | 豊島圭介 | 林誠人   |

NEW TYPE 〜ただ、愛のために〜（2008年3月27日、TBS）
映画『ニュータイプ ただ、愛のために』の予告編風ドラマ。
1. 神になれなかった者たちよ 出演：大政絢、佐野和真、竹財輝之助、山田キヌヲ／監督：廣木隆一
2. 僕、スプーンを曲げられます 出演：戸田昌宏、豊島圭介

### 恋する日曜日（第3シリーズ）
| 放送回 | 初回放送日    | タイトル                                  | 出演者                                                                                       | 監督       | 脚本家     | 主題曲                                                              |
| ------ | ------------- | ----------------------------------------- | -------------------------------------------------------------------------------------------- | ---------- | ---------- | ------------------------------------------------------------------- |
| 1      | 2007年1月6日  | 綾子の恋（前編）                          | 白川綾子：黒川芽以、青木美奈：於保佐代子、石川智也：細山田隆人                               | 中原俊     | 渡辺千穂   | 『はいからさんが通る』（『はいからさんが通る』）                    |
| 2      | 2007年1月13日 | 綾子の恋（後編）                          | 白川綾子：黒川芽以、青木美奈：於保佐代子、石川智也：細山田隆人                               | 中原俊     | 渡辺千穂   | 『はいからさんが通る』（『はいからさんが通る』）                    |
| 3      | 2007年1月20日 | マネキンの恋                              | 女：尹うり、石川大介：和田聰宏                                                               | 古澤健     | 琴塚七海   | 『ルパン三世その2』（『ルパン三世』）                               |
| 4      | 2007年1月27日 | レンズ越しの恋                            | 三ノ宮なつき：桐谷美玲、君島孝裕：濱田岳                                                     | 小中和哉   | 三宅隆太   | 『さめない夢』（『赤毛のアン』）                                    |
| 5      | 2007年2月3日  | またあえる日まで                          | 内野千佳：岩田さゆり、めぐみ：志保、甲斐弘之：佐野和真                                       | 加藤新     | 中江有里   | 『悲しみよこんにちは』（『めぞん一刻』）                            |
| 6      | 2007年2月10日 | 失恋の傷の癒し方                          | 星野美貴：白田久子、村田順：松尾敏伸、紺野絵里：高瀬媛子、川崎晴美：今井祐子                 | 韓哲       | 渡辺千穂   | 『想い出がいっぱい』（『みゆき』）                                  |
| 7      | 2007年2月17日 | ジャスト・ニート                          | 椎名優希：水橋貴己、高橋進介：大久保祥太郎                                                   | 井上雄介   | 吉村和憲   | 『タッチ』（『タッチ』）                                            |
| 8      | 2007年2月24日 | はじめての恋（前編）                      | 中村恵里香：松元環季、中村法子：喜多嶋舞、渡辺（山川）俊太：吉川史樹                         | 和田旭     | 渡辺千穂   | 『はじめてのチュウ』（『キテレツ大百科』）                          |
| 9      | 2007年3月3日  | はじめての恋（後編）                      | 中村恵里香：松元環季、中村法子：喜多嶋舞、渡辺（山川）俊太：吉川史樹                         | 和田旭     | 渡辺千穂   | 『はじめてのチュウ』（『キテレツ大百科』）                          |
| 10     | 2007年3月10日 | 41歳の春                                  | 藤野太郎：金剛地武志、真理：宝積有香、今井：大堀こういち、藤野今日子：滝本ゆに、康介：林和義 | 山本剛義   | 及川章太郎 | 『元祖天才バカボンの春』（『天才バカボン』）                        |
| 11     | 2007年3月17日 | 15才                                      | 谷垣千尋：福永マリカ、志村圭介：水田航生、山崎真生：山口真璃亜                               | 湯浅典子   | 武田有起   | 『You!You!You!』（『のらくろクン』）                                |
| 12     | 2007年3月24日 | 卒業〜春の嘘（前編）                      | 沢野香奈：水沢エレナ、筒井宏之：森本亮治、日村幸樹：阪本奨悟                                 | 佐々木浩久 | 渡辺千穂   | 『やつらの足音のバラード』（『はじめ人間ギャートルズ』）            |
| 13     | 2007年3月31日 | 卒業〜春の嘘（後編）                      | 沢野香奈：水沢エレナ、筒井宏之：森本亮治、日村幸樹：阪本奨悟                                 | 佐々木浩久 | 渡辺千穂   | 『やつらの足音のバラード』（『はじめ人間ギャートルズ』）            |
| 14     | 2007年4月7日  | 尽くす女の恋                              | 水谷由希：内山理名、東野誠人：加藤厚成、山村美里：松岡住音                                   | 加藤新     | 渡辺千穂   | 『ラムのラブソング』（『うる星やつら』）                            |
| 15     | 2007年4月14日 | 明日の笑顔                                | 佐久間里香：南沢奈央、若林亮介：岡田将生                                                     | 豊島圭介   | 渡辺千穂   | 『花の子ルンルン』（『花の子ルンルン』）                            |
| 16     | 2007年4月21日 | ゴーゴーヘブン                            | 森口杏奈：佐藤めぐみ、尾崎良成：細田よしひこ                                                 | 荒井光明   | 吉村和憲   | 『今地球がめざめる』（『未来少年コナン』）                          |
| 17     | 2007年4月28日 | 忘れ路の面影                              | 森川有美子/ユウナ役（2役）：瓜生美咲、下村直人：村瀬継太、森川和幸：小市慢太郎               | 安藤尋     | 加藤淳也   | 『銀河鉄道999』（『銀河鉄道999』劇場版）                            |
| 18     | 2007年5月5日  | 県境                                      | やえ：柳生みゆ、浩一：福本有希                                                               | 万田邦敏   | 小出豊     | 『幸せの予感』（『未来少年コナン』）                                |
| 19     | 2007年5月12日 | アダルトな恋                              | 五十嵐富夫：佐藤二朗、斉藤美奈：橘実里                                                       | 堀英樹     | 佐藤二朗   | 『愛をとりもどせ!!』（『北斗の拳』）                                |
| 20     | 2007年5月19日 | 30-Thirty-                                | 皆川さやか：有坂来瞳、ヨッちゃん：白木みのる                                                 | 遠藤正人   | 三宅隆太   | 『CAT'S EYE』（『CAT'S EYE』）                                      |
| 21     | 2007年5月26日 | 近くて遠い恋                              | 寺崎レナ：大政絢、荒木一郎：田辺季正                                                         | 古厩智之   | 渡辺千穂   | 『草原のマルコ』（『母をたずねて三千里』）                          |
| 22     | 2007年6月2日  | お引越し                                  | 前田舞子：山下リオ、竹内智樹：中江大樹                                                       | 古厩智之   | 渡辺千穂   | 『デリケートに好きして』（『魔法の天使クリィミーマミ』）            |
| 23     | 2007年6月9日  | おにぃの恋                                | ミツタカ：松尾敏伸                                                                           | 武藤淳     | 渡辺千穂   | 『あしたのジョー』（『あしたのジョー』）                            |
| 24     | 2007年6月16日 | きのこの恋                                | 山中きのこ：秋山奈々、中城うらら：あじゃ                                                     | 田沢幸治   | 宇野GO     | 『けろっこデメタン』（『けろっこデメタン』）                        |
| 25     | 2007年6月23日 | 三姉妹                                    | 田所美希：岡本杏理、田所香織：高木歩惟、田所紀子：浅場万矢                                   | 和田旭     | 渡辺千穂   | 『裸足のフローネ』（『家族ロビンソン漂流記 ふしぎな島のフローネ』） |
| 26     | 2007年6月30日 | 昭和アニメ大行進 〜君は恋を信じられるか〜 | アヤ：大政絢、パパイヤ：パパイヤ鈴木                                                         | 鈴木浩介   |            | 複数曲使用                                                          |

## スタッフ
- プロデューサー：丹羽多聞アンドリウ（BS-i）、荒井光明、高野英治、松田礼人、田沢幸治、小板洋司（ドリマックス・テレビジョン）、鈴木浩介
- 制作：BS-i、ドリマックス・テレビジョン

## DVD
- 恋する日曜日（2004年11月5日発売）
ファーストシリーズの「夢で逢えたら」「もう一度夜を止めて」「空に近い週末」「ウェディングベル」「終章」「ロンリィザウルス」「電車」「STILL I'M IN LOVE WITH YOU」を収録。
- ゆらゆら 南Q太セレクション（2005年8月26日発売）
ファーストシリーズの南Q太原作作品「丘を越えて 〜Maybe Tomorrow」「ゆらゆら 〜バカンスはいつも雨」「猫」を収録。
- 恋する日曜日 ラブソング コレクション（2007年2月7日発売）
「君が僕を知ってる」を除くセカンドシリーズ全話収録。
- 恋する日曜日 文學の唄 ラブストーリーコレクション（2007年9月5日発売）
『文學の唄 恋する日曜日』全話収録。
- 恋する日曜日 アニソンコレクション（2008年6月4日&7月9日発売）
第3シリーズ全話収録。

## 映画版
第1作
「さよならみどりちゃん」を参照
（2005年8月27日公開、BS-i）
第2作
恋する日曜日（2006年7月22日公開、BS-i）
TVセカンドシリーズの「君が僕を知ってる（第1章・第2章・最終章）」を劇場用に再編集した映画。
- ストーリー

- キャスト
  - 宮本晶：水橋貴己
  - 横森直：若葉竜也
  - 西尾環：芳賀優里亜
  - 塚田楽：佐々木和徳
  - 梶原一樹：水橋研二
  - 町田都：小山田サユリ
  - 横森秀子：石野真子
- スタッフ
  - 監督 - 廣木隆一
  - 脚本 - いずみ吉紘
  - プロデューサー - 丹羽多聞アンドリウ
  - 共同プロデューサー - 山口幸彦
  - ラインプロデューサー - 鈴木浩介
  - 撮影 - 村石直人
  - 美術 - 小林慎典
  - 音楽 - 遠藤浩二
  - 主題歌 - 『君が僕を知っている』（RCサクセション）
  - 照明 - 鳥越正夫
  - 上映時間 - 89分
  - 配給 - パンドラ

第3作
「恋する日曜日 私。恋した」を参照
（2007年6月9日公開、BS-i）
第4作
「ニュータイプ ただ、愛のために」を参照
（2008年11月22日公開、BS-i）